# Dvoeretsjensk
Dvoeretsjensk (Russisch: Двуреченск) is een nederzetting met stedelijk karakter in het district Sysertski van de Russische oblast Sverdlovsk in de Centrale Oeral. De plaats ligt op ongeveer 50 kilometer van Jekaterinenburg bij de uitmonding van de rivier de Sysert in de Iset. Van oorsprong heette de plaats dan ook Oestje ("monding"). De bevolking bestaat uit 5.206 personen (2002). In 1989 woonden er 5.085 personen.
De plaatsvormende onderneming is het bedrijf KZF, een van de belangrijkste producenten van ijzerlegeringen ter wereld. In de plaats bevinden zich basis- en middelbare scholen, een ziekenhuis, huis van cultuur, een aantal winkels en een sporthal.
In 2007 werd begonnen met de bouw van een nieuwe stenen kerk (ter ere van Nikolaj de Wonderwerker).